# Oxyura leucocephala
La malvasía cabeciblanca, malvasía común,  pato malvasia de cabeza blanca o simplemente malvasía (Oxyura leucocephala) es una especie de ave anseriforme de la familia Anatidae propia de Eurasia y el norte de África.

## Descripción

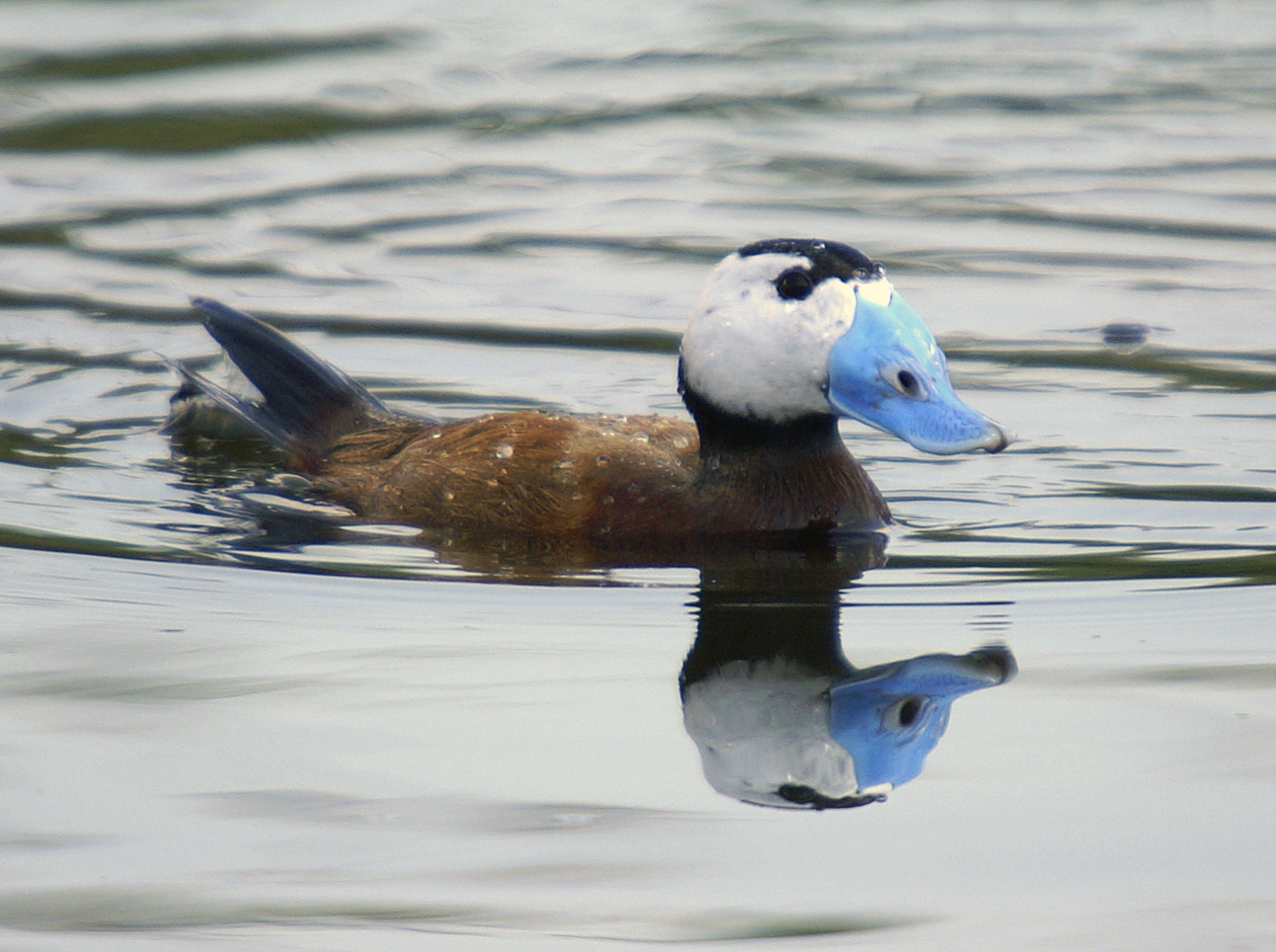
Las malvasias cabeciblancas se caracterizan por su gran pico abultado, azul en el caso de los machos reproductivos.

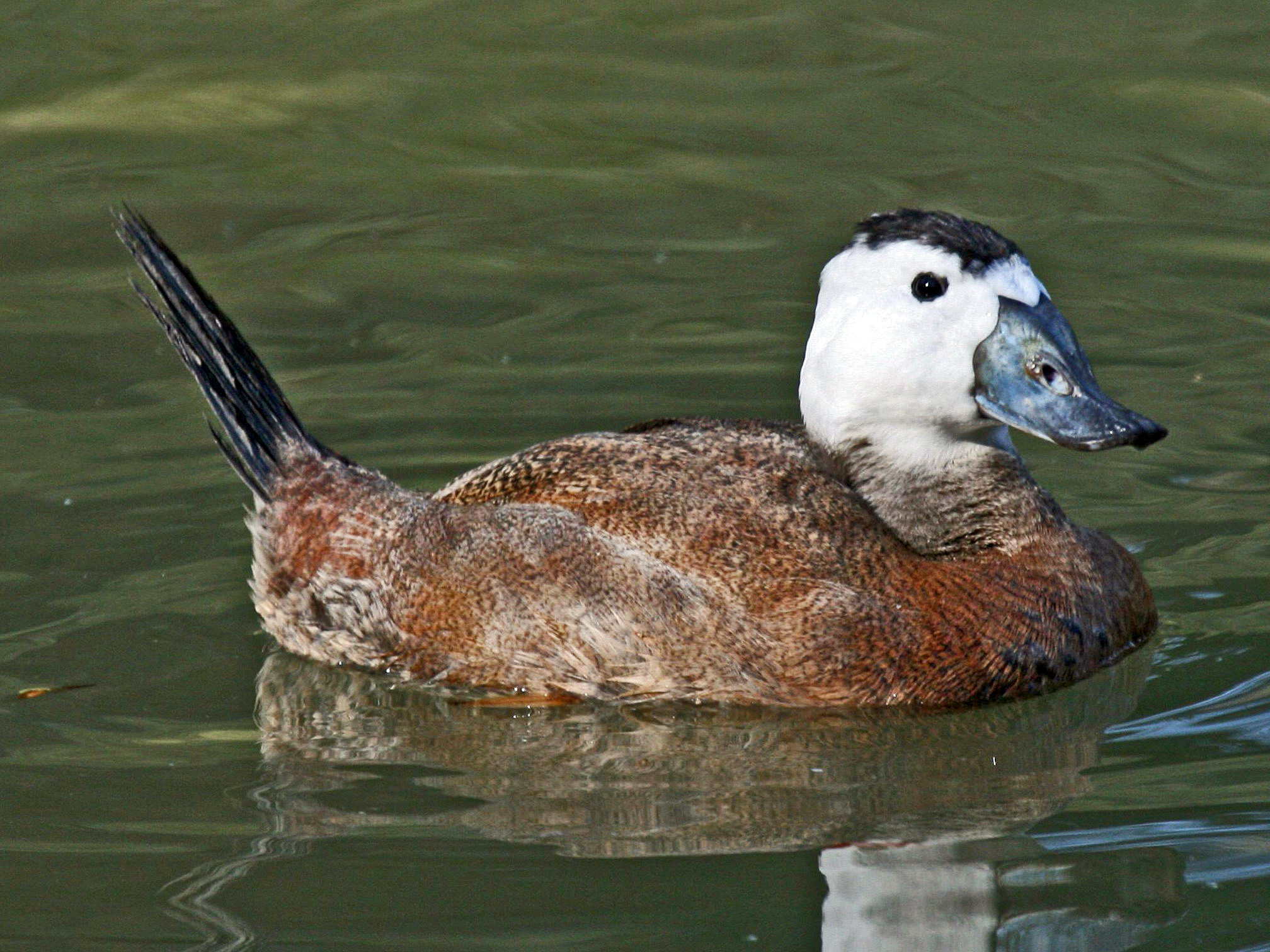
Macho en eclipse.

La malvasía cabeciblanca es un pato compacto, que mide entre 43 y 48 cm de largo y pesa entre 580 y 750 g, que tiene el cuello corto y la cola larga y rígida. Sus patas están situadas en una posición muy trasera, lo que les facilita el buceo y la natación pero les hace torpes en tierra. Se caracterizan principalmente por la forma de su pico, que tiene una base muy abultada y redondeada. Presenta un marcado dimorfismo sexual. Los machos son más grandes y corpulentos. Los machos adultos en época de reproducción tienen el pico de color azul celeste intenso, la cabeza principalmente blanca, con una lista negra en el píleo. También tienen negros el cuello y la cola, mientras que el plumaje de su cuerpo es de color castaño rojizo. Fuera de la época de reproducción su cuerpo se torna más grisáceo, la cola y el cuello se aclaran, mientras que se extienden las zonas negruzcas de la cabeza de forma variable entre el blanco, sobre todo en la nuca, y su pico se vuelve negruzco. Las hembras adultas tienen el cuerpo castaño, y su cabeza listada en pardo negruzco y blanquecino, con la parte superior negruzca y las mejillas blanquecinas cruzadas por una lista negruzca, en invierno también se vuelve más grisáceas.
La malvasía cabeciblanca tienen un aspecto similar a la malvasía canela, de la que se diferencia principalmente por la forma de su pico. Las malvasías canelas tienen el pico en forma de cuña y carecen del gran abultamiento de la base característico de la malvasía cabeciblanca. El blanco se limita a las mejillas en los machos de malvasía canela, mientras que las malvasías cabeciblancas carecen de blanco en la región infracaudal. La lista que cruza la mejilla de las hembras de malvasía cabeciblanca es más oscura y ancha.

## Taxonomía y etimología
La malvasía cabeciblanca fue descrita científicamente por el naturalista tirolés Giovanni Antonio Scopoli en 1769, con el nombre de Anas leucocephala, que significa «pato cabeciblanco», en referencia al color de la cabeza del macho. Posteriormente fue trasladado al género Oxyura, creado por Charles Lucien Bonaparte en 1828. Es una especie monotípica, es decir, no se reconocen subespecies diferenciadas.
Su nombre científico es de etimología griega. El nombre de su género, Oxyura, es la combinación de las palabras ὀξύς (oxys) «puntiagudo, afilado» y ουρά (oura) «cola», mientras que su nombre específico procede los términos λευκός (leucos) «blanco» y Κέφαλος (kephalos) «cabeza».

## Hábitat y distribución

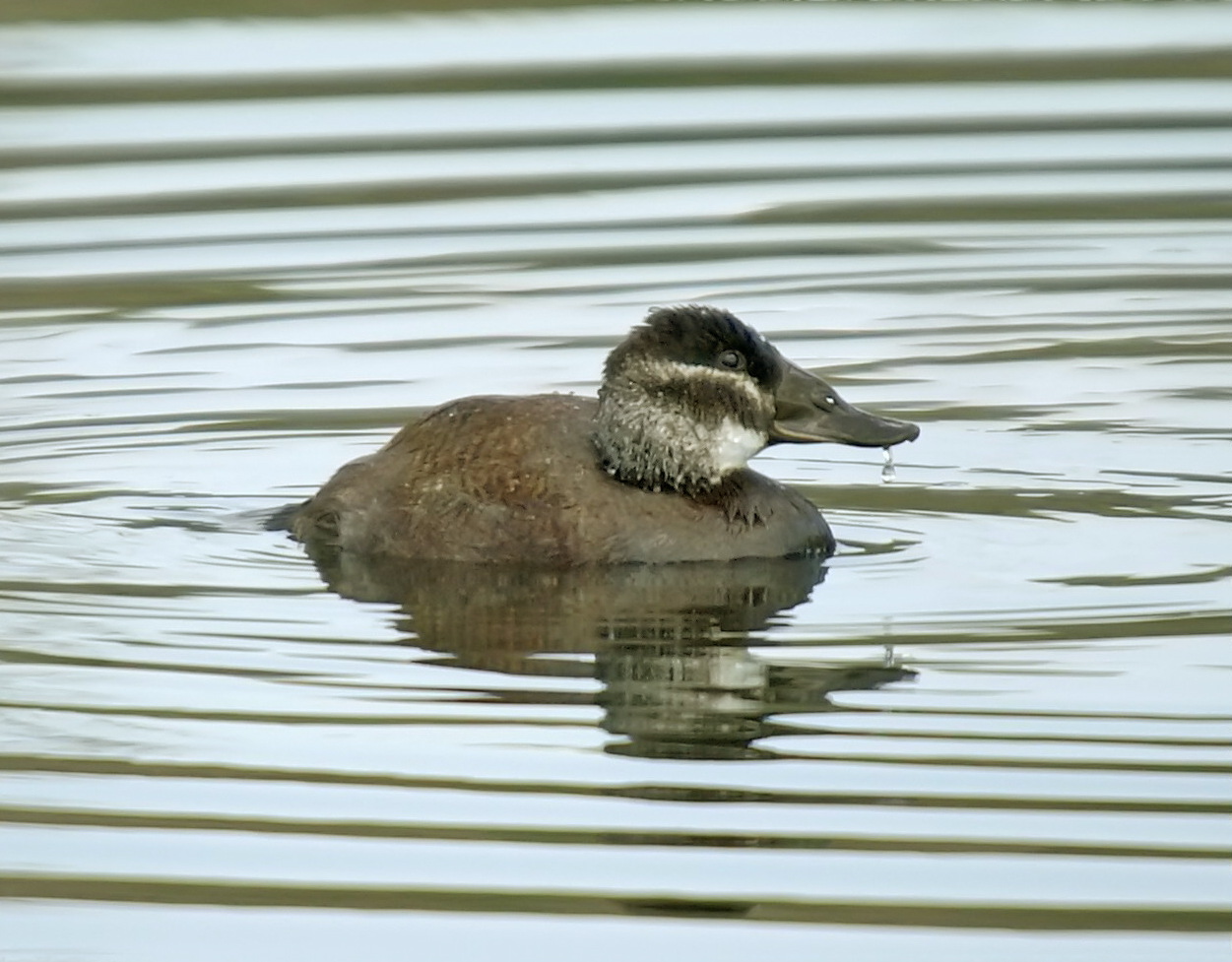
Hembra alimentándose en la playa de Alicante.

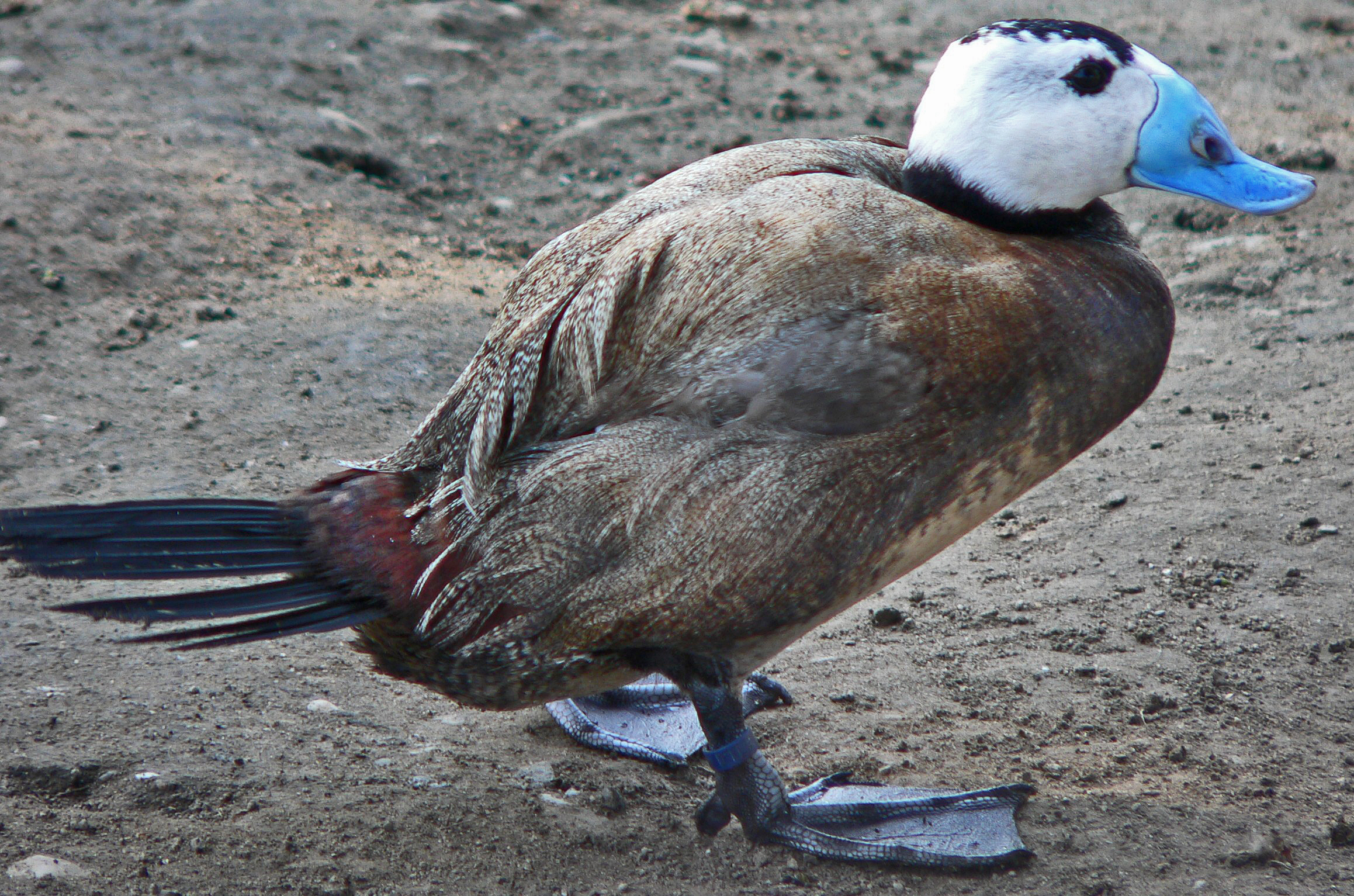
En tierra son torpes por la posición trasera de sus patas adaptadas al buceo.

Es la única especie de su género nativa del Paleártico. Este pato buceador cría en Asia occidental y central, el sur de Europa y el norte de África. Alrededor del Mediterráneo, incluida España y latitudes asiáticas similares se reproduce y permanece todo el año, mientras que las poblaciones más norteñas se desplazan a estas latitudes llegando hasta el norte de Arabia y del subcontinente indio. Su hábitat de la cría son lagos grandes de agua abierta con densa vegetación acuáticas, donde anida.

## Comportamiento
Son aves gregarias salvo en la época de cría. Migran en pequeñas bandadas. Son renuentes a volar, prefiriendo zambullirse para escapar, puesto que les resulta complicado el despegue, aunque luego son buenas voladoras.
Las malvasías cabeciblancas sufren dos mudas del plumaje al año, antes y después del periodo reproductor, en ambos casos pierden la capacidad para volar porque pierden todas las plumas de vuelo a la vez, estos periodos son denominados mancadas, y como los demás patos pasan la mayor parte del tiempo escondidos entre la vegetación palustre. 

### Alimentación
Las malvasías cabeciblancas buscan alimento principalmente buceando, generalmente entre los 1,5 y 3 metros, y llegan a permanecer sumergidas hasta un minuto seguido. Son omnívoras, con predominio en su dieta de las larvas bentónicas de los dípteros. También se alimentan de otros invertebrados como poliquetos, anfípodos, así como de plantas acuáticas y semillas.

### Reproducción

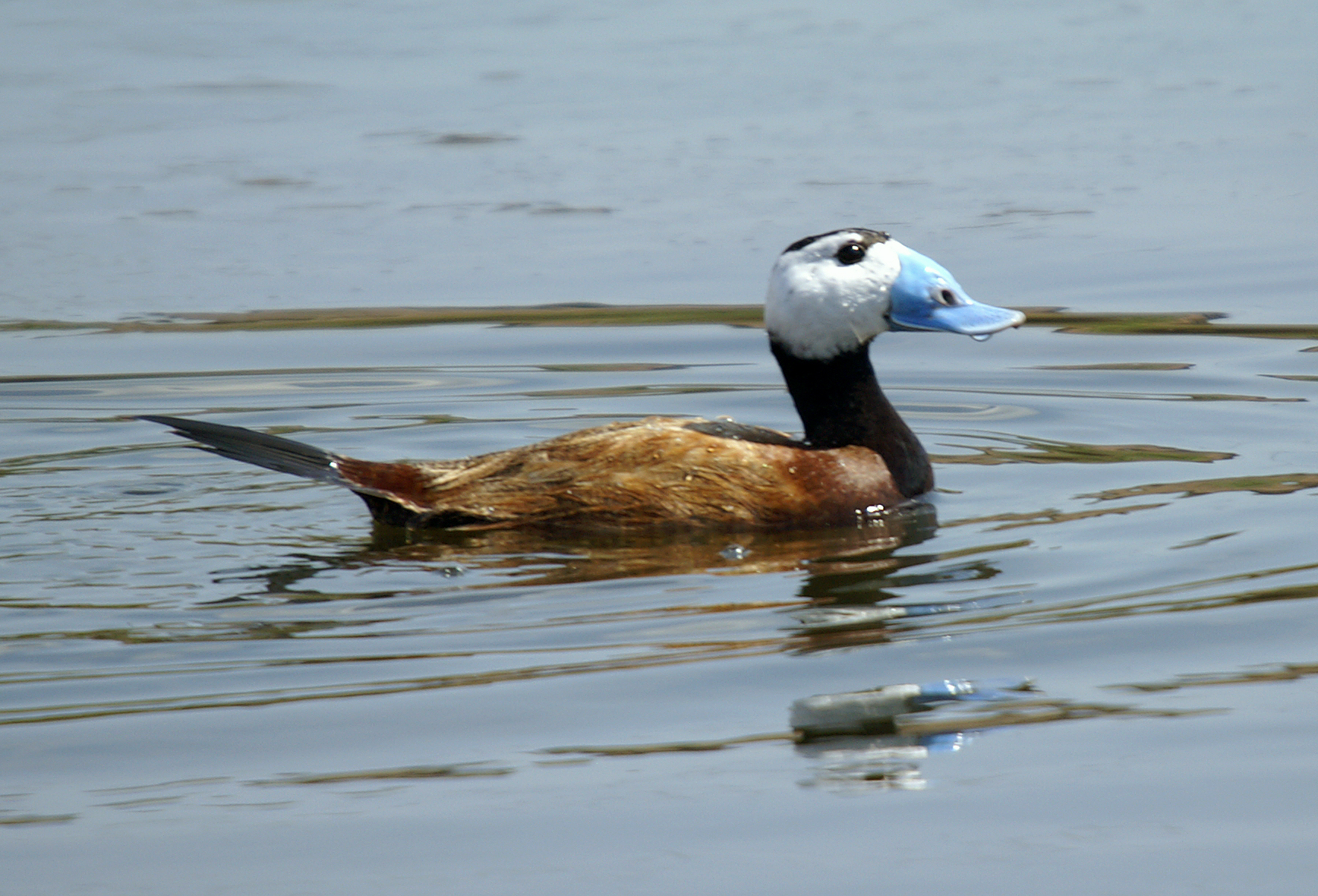
Macho en plumaje reproductivo.

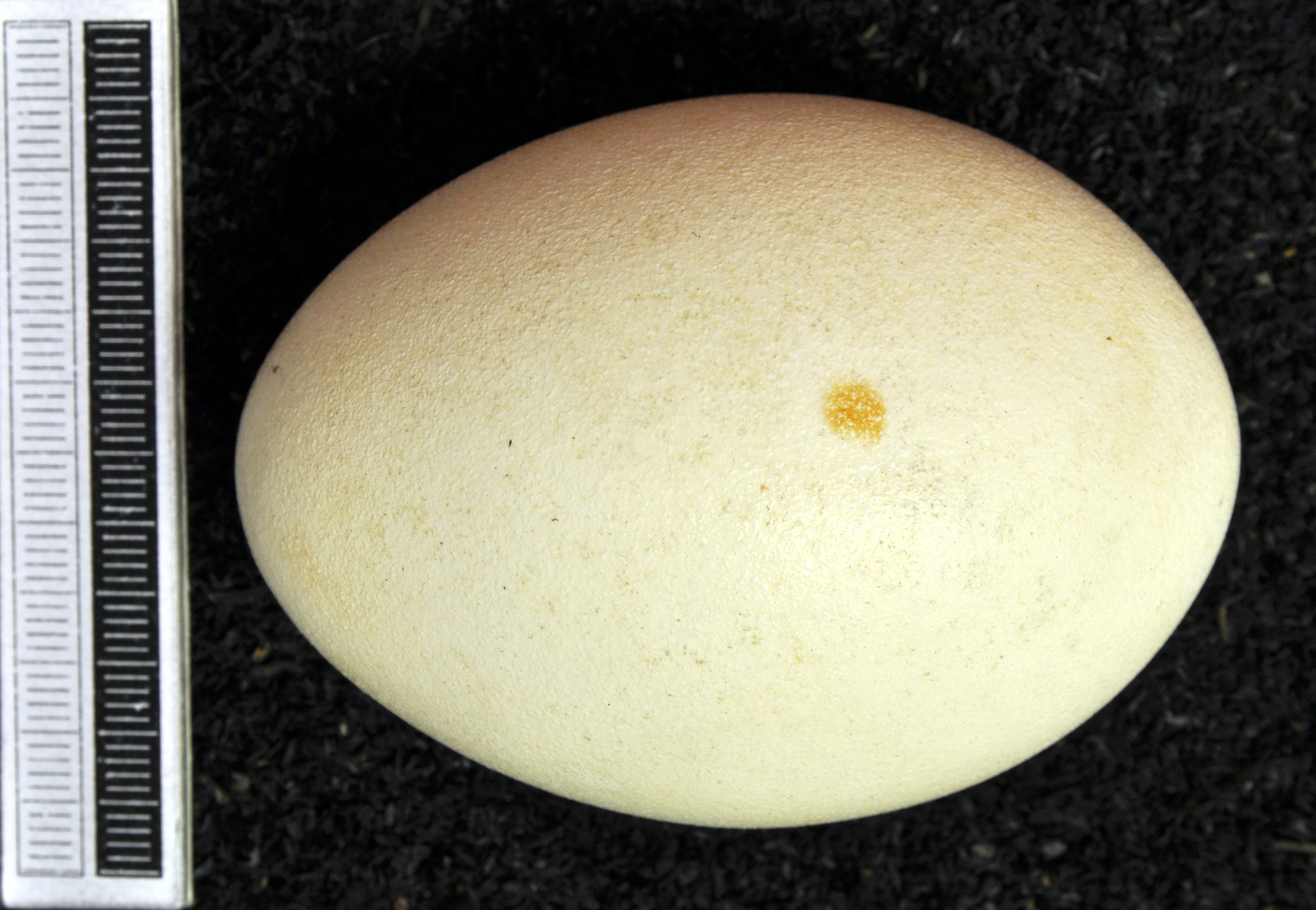
Huevo de malvasía cabeciblanca.

La época de cría empieza a finales del invierno, generalmente en marzo cuando los machos empiezan a tomar territorios en las orillas de las lagunas. Durante el periodo de cortejo e incubación se producirán disputas tanto físicas como ritualizadas en defensa de los territorios entre los machos.
El cortejo del macho consiste en movimientos de cabeza y cola y emisión de llamadas. El macho suele acercarse a la hembra con la cola alzada y la cabeza retraída y de forma repentina alza la cabeza hasta casi tocar la cola.
Construyen el nido al borde del agua escondido entre los carrizos y cañas. Su nido consiste en una acumulación de tallos y hojas, generalmente son antiguos nidos de fochas. Solo la hembra se encarga de la incubación y cuidado de las crías. La puesta se compone de cuatro y nueve huevos y suele producirse entre abril y julio. La incubación dura alrededor de 25 días. Los polluelos son nidífugos y siguen a la madre al poco de la eclosión. Son principalmente insectívoros y se independizan tras 15-20 días.

## Estado de conservación

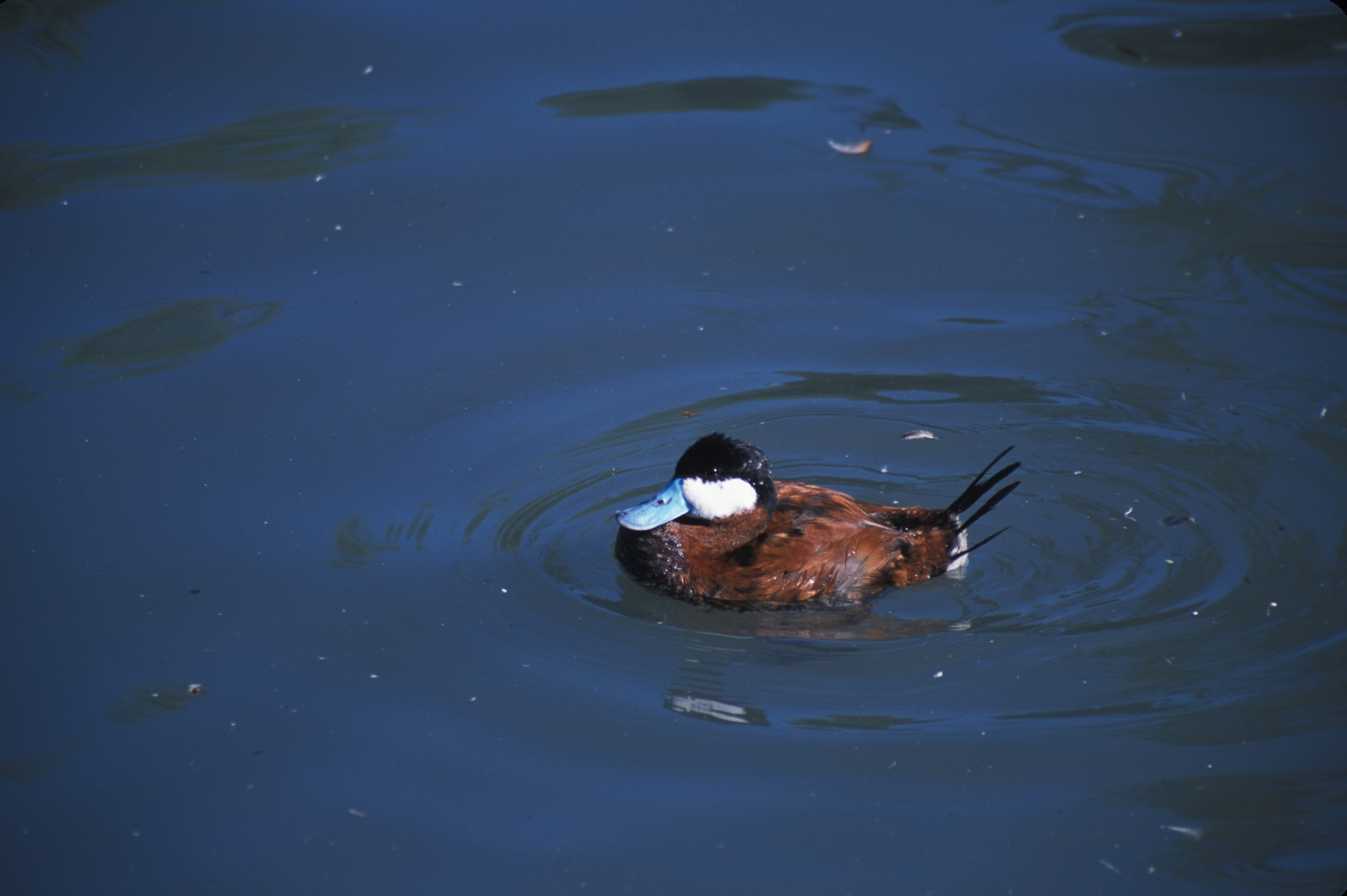
La hibridación con la invasora malvasía canela, en imagen, pone en peligro la escasa población occidental de la malvasía cabeciblanca.

La población originaria de la malvasía cabeciblanca se extendía desde Asia central por todo el Mediterráneo hasta la península ibérica, incluyendo el norte de África. Su área de distribución se ha fragmentado y mermado notablemente, especialmente en la zona occidental. Este pato está considerado en peligro de extinción por la reducción de sus poblaciones en los últimos años. Este declive es debido a la pérdida del hábitat, el deterioro de los humedales, la caza furtiva y al cruzamiento de la población española con la introducida malvasía canela (Oxyura jamaicensis), cuya expansión supone una reciente amenaza. Esto ha llevado a combatir las poblaciones de la especie americana en Europa occidental con campañas de erradicación.